# Кваки
Кваки (укр. Кваки) — село, Ивановский сельский совет, Петриковский район, Днепропетровская область, Украина.
Село ликвидировано в 1993 году .
Примыкало к селу Радсело.